# Mięsień mostkowo-gnykowy

Mięsień mostkowo-gnykowy

Mięsień mostkowo-gnykowy (łac. musculus sternohyoideus) – w anatomii człowieka parzysty, długi i cienki mięsień szyi, należący do grupy mięśni podgnykowych. Przyczepia się do rękojeści mostka, końca mostkowego obojczyka, a także pomiędzy tymi kośćmi, na torebce stawu mostkowo-obojczykowego. Końcowy przyczep znajduje się na kości gnykowej. Mięsień leży do przodu od mięśni: mostkowo-tarczowego i tarczowo-gnykowego.
Unaczyniony jest od tętnic tarczowych: dolnej i górnej, a unerwiony poprzez pętlę szyjną.
Swoim działaniem obniża lub ustala kość gnykową, w nieznacznym zakresie może pełnić rolę pomocniczego mięśnia wdechowego.